# 八輪村
八輪村（はちわむら）は、かつて愛知県海西郡にあった村である。
現在の愛西市の南部（旧・八開村南部）に該当する。

## 歴史
- 1889年（明治22年）10月1日 - 立石村、藤ヶ瀬村、給父村、江西村、高畑村、下大牧村、元赤目村、赤目村が合併し発足。
- 1906年（明治39年）7月1日 - 開治村、六ツ和村の一部と合併し八開村発足。同日八輪村は廃止。